# گژگوش ونس
گژگوش وُنس (لهستانی: Grzegorz Wons؛ زادهٔ ۲۸ مارس ۱۹۵۲) بازیگر و صداپیشه اهل لهستان است.
از فیلم‌ها یا مجموعه‌های تلویزیونی که وی در آن‌ها نقش داشته است، می‌توان به دام، رانندگان جایگزین، حوزه استحفاظی ۱۳، قسمت دوم، ورای تخت جراحی، فرابنفش، سال‌های شیرین، تاج پادشاهان، دریاچه کنستانس، پوزنان ۵۶، راه‌های آزادی، صفر-هفت، به‌گوشم، مادران، ع چون عشق، ۱۹۸۳، رنگ‌های خوشبختی، طایفه، پدر متیو، دوستان، در خیابان سپولنی، دوران افتخار، پرستار کودک، در خوشی و سختی، اروپا اروپا، یانا، جن‌زدگان، تب و شکنجه اشاره نمود.